# Total de sólidos disueltos

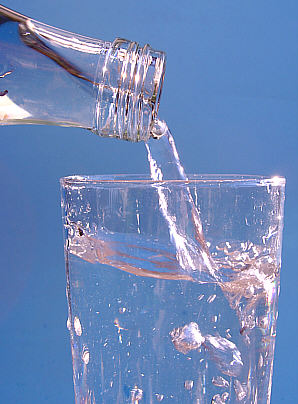
Por lo general, el agua mineral embotellada contiene niveles de TDS superiores al agua entubada.

El total de sólidos disueltos (a menudo abreviado como TDS, del inglés: Total Dissolved Solids) es una medida del contenido combinado de todas las sustancias inorgánicas y orgánicas contenidas en un líquido en forma molecular, ionizada o en forma de suspensión micro-granular (sol coloide).  En general, la definición operativa es que los sólidos deben ser lo suficientemente pequeños como para sobrevivir a la filtración a través de un filtro con poros de 0,45 micrómetros (tamaño nominal, o más pequeño).
El total de sólidos disueltos se diferencia del total de sólidos en suspensión (TSS), ya que este último se compone de sustancias que no pueden pasar a través de un filtro de 0,45 micrómetros, aunque estas sean también suspendidas indefinidamente en una solución líquida. El término "sólidos sedimentables" se refiere a materiales de cualquier tamaño que no se mantienen suspendidos o disueltos en un tanque de retención que no está sujeto a movimiento, y por lo tanto excluye TDS y TSS. Sólidos sedimentables pueden incluir partículas grandes o moléculas insolubles.